# Stérna (ort i Grekland, Peloponnesos, Nomós Argolídos)
Stérna (Sterna) är en ort i Grekland.   Den ligger i prefekturen Nomós Argolídos och regionen Peloponnesos, i den södra delen av landet, 100 km väster om huvudstaden Aten. Stérna ligger 170 meter över havet och antalet invånare är 125.
Terrängen runt Stérna är kuperad österut, men västerut är den bergig. Stérna ligger nere i en dal. Runt Stérna är det glesbefolkat, med 18 invånare per kvadratkilometer. Närmaste större samhälle är Argos, 15,4 km sydost om Stérna. 